# Santa Catarina Clube
O Santa Catarina Clube é um clube de futebol sediado em Rio do Sul (Santa Catarina). O clube está em atividade e atualmente disputa a primeira divisão do Campeonato Catarinense. Desde 2022, encontra-se instalado e jogando suas partidas em Rio do Sul, o clube catarinense irá estreiar na Série D para 2026.

## História
Fundado em 1998, visava a fazer renascer o futebol da região e era notório por ter uma sede diferente a cada ano. Em 1999 e 2000 jogou em Blumenau, e em 2002 jogou a segunda divisão na cidade de Navegantes.
Após cinco temporadas de licenciamento, o clube retornou para jogar a Divisão de Acesso, Terceira Divisão, representando outra cidade: São Francisco do Sul. Porém, sem acordo para jogar no estádio local, mandou seus jogos e alojou seus atletas no Ernestão,  o estádio do Caxias Futebol Clube, em Joinville.
Voltou ao profissional no ano de 2015, disputando seus jogos na cidade de Imbituba. Na temporada 2016 disputou o primeiro turno da Série C, mas foi desligado do campeonato no returno.
O planejamento para 2019 está sendo realizado e a meta é uma boa participação no Campeonato Catarinense da Série C e ter boas revelações de atletas, sob o comando do seu presidente Écio Pasca, um revelador de talentos nato, onde revelou mais de 100 jogadores para o futebol Nacional e Mundial, entre eles o craque Dener.
Em 2022, o clube volta a disputar o Campeonato Catarinense da Série C, através de uma parceria com a prefeitura de Rio do Sul, mandando seus jogos no estádio municipal Alfredo João Krieck, marcando o retorno do futebol profissional ao município após 19 anos.
Em Rio do Sul, com a população engajada, fortaleceu-se uma conexão forte entre o time e a torcida, mantendo a média de publico sempre alta. Podemos ver isso em páginas do Instagram como por exemplo @santasemcontexto
Conquistou o título da Série C de 2022, sendo promovido à disputa do Campeonato Catarinense da Série B de 2023, competição em que terminou na 4ª colocação geral.
Em 2024, o clube disputou o Campeonato Catarinense Série B, tendo uma campanha sólida e consistente. Terminou em primeiro lugar na fase inicial, invicto, e classificou-se diretamente para as semifinais. Após derrotar o Camboriú no primeiro jogo das semifinais e empatar o segundo em casa, garantiu o acesso ao Campeonato Catarinense da Série A de 2025.  

## Redes Sociais
O Santa Catarina Futebol Clube tem apresentado um expressivo crescimento em sua presença nas redes sociais, reflexo do aumento do número de torcedores e do engajamento digital. O perfil oficial do clube no Instagram, @santacatarinafc_, reúne milhares de seguidores e serve como principal canal de comunicação com a torcida.
Além do perfil oficial, diversos fan clubes e páginas de apoio surgiram de forma espontânea, contribuindo para a popularização do clube no ambiente digital. Entre os principais perfis de fãs estão: @santasemcontexto, @santasemlimites, @santaaocontrario, @ninhodosaguias e @centraldosanta.
Esse movimento coletivo tem fortalecido a identidade do Santa Catarina FC na internet, atraindo novos torcedores e ampliado significativamente sua visibilidade em todo o país.

## Títulos
| ESTADUAIS | ESTADUAIS                        | ESTADUAIS | ESTADUAIS  |
|           | Competição                       | Títulos   | Temporadas |
|           | Campeonato Catarinense - Série C | 1         | 2022       |
| --------- | -------------------------------- | --------- | ---------- |

## Participações
|  | Participações em 2025 |

| Competição     | Competição             | Temporadas | Melhor campanha     | Estreia | Última | P | R |
| Santa Catarina | Campeonato Catarinense | 1          | 3º colocado (2025)  | 2025    |        | – |   |
| Santa Catarina | Série B                | 4          | Vice-campeão (2024) | 1999    | 2024   | 1 | – |
| Santa Catarina | Série C                | 5          | Campeão (2022)      | 2008    | 2022   | 1 |   |
| Santa Catarina | Copa Santa Catarina    | 1          | Estreia (2025)      | 2025    | 2025   |   |   |
| Brasil         | Série D                | 1          | Estreia (2026)      | 2026    | 2026   | – |   |